# Las huellas borradas
Las huellas borradas es una película hispanoargentina del año 1999 dirigida por Enrique Gabriel, coautor también del guion, en la que fue su tercera película.

## Sinopsis
Higueras, un pequeño pueblo enclavado en las duras y montañosas tierras de León, vive días de angustia porque va a ser anegado por un pantano. Tras muchos años de exilio voluntario en Argentina, llega a su pueblo Manuel Perea, un escéptico escritor que vuelve para vivir la tragedia con sus paisanos, aunque el auténtico motivo de su regreso es recuperar el amor de Virginia, su antigua novia, e iniciar con ella una nueva vida.

## Reparto
| Actor/Actriz       | Personaje             |
| ------------------ | --------------------- |
| Federico Luppi     | Manuel Perea          |
| Mercedes Sampietro | Virginia              |
| Elena Anaya        | Rosa                  |
| Sergi Calleja      | Delfín                |
| Raúl Fraire        | Antonio               |
| Paco Sagarzazu     | Urbano                |
| Mariví Bilbao      | Felisa                |
| Armando del Río    | Mito                  |
| Ramón Barea        | Zayas                 |
| Txema Blasco       | Eutimio               |
| Joan Dalmau        | Don Paulino           |
| Marga Escudero     | Pili                  |
| Lourdes Bartolomé  | Goya                  |
| Lola Casamayor     | María                 |
| Pepo Oliva         | Ricardo               |
| Mario Pardo        | Vicente               |
| Héctor Alterio     | Don José              |
| Asunción Balaguer  | Leoni                 |
| César Vea          | Funcionario           |
| Chema Adeva        | Frutos                |
| Paco Catalá        | Ponciano              |
| Eugenio Villota    | Guardia Civil 1       |
| Tomás Cimadevilla  | Guardia Civil 2       |
| Roberto Fernández  | Hombre apagando fuego |
| Marta Mallagaray   | Amiga Rosa            |
| Pedro Cebrino      | Amigo de Mito         |

## Premios
- Festival de Málaga (1999): mejor película, mejor director, y mejor actriz (Asunción Balaguer).[4]
- Premios Sant Jordi de Cinematografía (2000): mejor actriz española (Asunción Balaguer).[5]